# Непеина
Непеина — деревня в Талицком городском округе Свердловской области, Россия.

## Географическое положение
Деревня Непеина муниципального образования «Талицкого городского округа» Свердловской области находится в 36 километрах (по автотрассе в 40 километрах) к югу от города Талица, на обоих берегах реки Беляковка (правый приток реки Пышма).

## Население
| 2002 | 2010 | 2021 |
| ---- | ---- | ---- |
| 124  | ↘99  | ↘95  |